# Казакаленда
Казакаленда (итал. Casacalenda) је насеље у Италији у округу Кампобасо, региону Молизе.
Према процени из 2011. у насељу је живело 2041 становника. Насеље се налази на надморској висини од 621 м.

## Становништво
| 1936. | 1951. | 1961. | 1971. | 1981. | 1991. | 2001. | 2011. |
| ----- | ----- | ----- | ----- | ----- | ----- | ----- | ----- |
| 6.781 | 6.561 | 4.578 | 3.425 | 3.094 | 2.804 | 2.440 | 2.207 |